# Gig Sims
Gregory George Patrick  Sims, más conocido como Gig Sims (nacido el 17 de marzo de 1958 en Torrance, California) es un exjugador de baloncesto estadounidense. Con 2.04 metros de estatura, jugaba en la posición de pívot. 

## Trayectoria profesional
- Basket Rimini (1982-1984)
- Hapoel Galil Elyon (1985-1986)
- Bàsquet Manresa (1986)
- Sant Josep Girona (1986-1988)
- CB Andorra (1988-1989)